# Solhaga
Solhaga är en stadsdel väster om Örebro, men var före 1937 en del av Längbro landskommun.
Bebyggelsen utgörs uteslutande av flerbostadshus. De flesta av dessa har två våningar och är bostadsrätter. I området bor omkring 1200 personer . Området gränsar till Västhaga, Björkhaga och Karlslunds herrgård. Mitt i Solhaga ligger Solhagaparken och söder om området ligger idrottsplatsen Rosta gärde.